# 51. Garde-Armee

Emblem

Die 51. Garde-Armee (russisch 51-я гвардейская общевойсковая армия) ist ein Truppenverband des Russischen Heeres.

## Geschichte
Bei seiner Aufstellung als 1. Armeekorps am 12. November 2014 vereinigte der Verband die bis dorthin eigenständigen Truppen der Volksrepublik Donezk. Er war damals direkt dem Organ unterstellt, das de facto als Verteidigungsministerium der VR Donezk fungierte.
Nach Angaben des Verteidigungsministeriums der Ukraine verfügte der Verband Ende 2019 über 20.840 Soldaten und 1.020 Zivilisten, 285 Panzer, 557 gepanzerte Kampffahrzeuge, 240 Kanonen und Haubitzen, 171 Mörser und 122 Mehrfachraketenwerfer. Zudem sei es der russischen 8. Armee mit Hauptquartier in Rostow am Don unterstellt gewesen. Formal unterstand es jedenfalls bis zum 31. Dezember 2022 den Streitkräften Volksrepublik Donezk, der Volksmiliz. Am 31. Dezember 2022 wurde es als „1. Donezker Armeekorps“ offiziell in das Russische Heer eingegliedert. Seit 2024 wird der Verband mit der Nummer „51“ bezeichnet.

### Einsätze
Einheiten der Armee wurden und werden v. a. im Russisch-Ukrainischen Krieg eingesetzt, während des Kriegs im Donbass u. a. im Zuge der Ersten und Zweiten Schlacht um den Flughafen Donezk, dem Kampf um Debalzewe und dem Kampf um Schyrokyne sowie während des Russischen Überfalls auf die Ukraine seit 2022 u. a. im Zuge der Belagerung von Mariupol, der Schlacht um Awdijiwka und der Kursk-Offensive 2024.

## Einheiten
Die Armee setzt sich v. a. aus einer Reihe von selbstständigen Freiwilligeneinheiten zusammen, darunter u. a. das Bataljon Sparta.

## Trivia
Die Armee trägt den Ehrennamen „Donezk“. Am 18. September 2024 wurde dem Verband für die Kampferfolge zudem der Gardestatus verliehen.